# Крістіна Фоґель
Крістіна Фогель  (нім. Kristina Vogel, 10 листопада 1990), село Ленинське (нині Куршаб) у Киргизстані — німецька велогонщиця, що спеціалізується в спринті, дворазова олімпійська чемпіонка, олімпійська медалістка, багаторазова чемпіонка світу.

## Біографія
Походить з засланих до Середньої Азії російських німців. 7-місячним немовлям була привезена батьками — німецькими репатріантами до ФРН.
Тренуватись розпочала в 2007 в ерфуртському клубі «Турбіна». Двічі вигравала юніорський чемпіонат Європи в Котбусі — в спринті та в 500-метровій гонці на час. В 2009 році під час тренування на шосе її «підрізало» авто, за кермом якого сидів поліцейський. Фогель на великій швидкості врізалася в проїжджаючий мікроавтобус-фургон і отримала важкі порання. В неї виявилися зломаними вилична кістка, щелепа, кісті зап'ястя та грудні хребці. Уламки автомобільного скла спричинили глибокі порізи обличчя. Крістіна Фогель дві доби знаходилась у комі в лікарні, перенесла численні операції. В її нижній щелепі залишилося лише шість зубів. Половина обличчя лишилася частково паралізованим.
В лютому 2010 Фогель повернулася до тренувань. В березні вона взяла участь у Чемпіонаті світу з трекових велоперегонів у Копенгагені, а німецькому чемпіонаті того ж року в Котбусі завоювала три золоті медалі.
В грудні 2010 вона виграла спринт на змаганнях Кубку світу в колумбійському місті Галі.
На Чемпіонаті світу з трекових велоперегонів 2012 в Мельбурні вона виграла золоту медаль в командному спринті разом Маріам Вельте.
В кваліфікаційних заїздах вона встановила світовий рекорд. В «гонці за лідером» вони виграла бронзу.
На олімпіаді в Лондоні вона знову в парі з Маріам Вельте виграла золото.

. . . . .

На літніх Олімпійських іграх в Ріо-де-Жанейро в обох заїздах спринту вона чисто перемогла британку Ребекку Джеймс.

## Виступи на Олімпіадах
| Олімпіада   | Дисципліна            | Місце |
| ----------- | --------------------- | ----- |
| Лондон 2012 | кейрін                | 10    |
| Лондон 2012 | командний спринт      | 1     |
| Ріо 2016    | командний спринт      | 3     |
| Ріо 2016    | індивідуальний спринт | 1     |